# Gervasius z Tilbury
Gervasius z Tilbury (francouzsky: Gervais de Tilbury, anglicky: Gervase of Tilbury; kolem 1150? – asi 1235?) byl anglický právník , historik a geograf. Gervasius z Tilbury za svého života hodně cestoval, pobýval například v Boloni, kde učil církevní právo, v Benátkách byl roku 1177.
Působil na dvoře Jindřicha II. Plantageneta, po jeho smrti přesídlil do jižní Itálie do okruhu Viléma II. Sicilského a pak do jihofrancouzského Arles u Alfonse I. a Alfonse II. Provensálského. Poté byl ve službách Oty IV. Brunšvického, účastnil se jeho korunovace na císaře v Římě roku 1209 a zůstal mu věrný i po ztrátě mocenského postavení po drtivé porážce v bitvě u Bouvines roku 1214. Otovi také věnoval své životní encyklopedické dílo nazývané proto Otia Imperialia.

## Díla
- Ebstorfská mapa
- Otia imperialia
- Vita et Abbreviata miracula beatissimi Antonii
- Liber de transitu Beate Virginis et gestis discipulorum